# Cue for Saxophone
Cue for Saxophone è un album a nome della Billy Strayhorn & His Orchestra, pubblicato dalla Master Jazz Recordings nel 1959 (per il mercato del Regno Unito fu pubblicato dall'etichetta Felsted Records, FAJ 7008).

## Tracce
Lato A
1. Cue's Blue Now – 10:04 (Johnny Hodges, Billy Strayhorn)
2. Gone with the Wind – 4:14 (Allie Wrubel, Herbert Magidson)
3. Cherry – 5:50 (Don Redman, Ray Gilbert)

Durata totale: 20:08
Lato B
1. Watch Your Cue – 2:59 (Johnny Hodges, Billy Strayhorn)
2. You Brought a New Kind of Love to Me – 7:17 (Irving Kahal, Pierre Norman, Sammy Fain)
3. When I Dream of You – 3:28 (Earl Hines, Charles Carpenter)
4. Rose Room – 5:48 (Art Hickman, Harry Williams)

Durata totale: 19:32

## Musicisti
Billy Strayhorn Septet
- Billy Strayhorn - pianoforte
- Johnny Hodges (accreditato come Cue Porter) - sassofono alto
- Russell Procope - clarinetto
- Harold Shorty Baker - tromba
- Quentin Jackson - trombone
- Al Hall - contrabbasso
- Oliver Jackson - batteria